# Gregory Phillips
Gregory Phillips (Hitchin, 18 maggio 1948) è un attore e cantante britannico.
È noto soprattutto per aver recitato da adolescente nel film Ombre sul palcoscenico con Judy Garland. Ha anche recitato in alcuni musical, tra cui la produzione originale londinese di She Loves Me con Rita Moreno nel 1964.

## Filmografia
- Ombre sul palcoscenico (I Could Go on Singing), regia di Ronald Neame (1963)
- Frenesia del piacere (The Pumpkin Eater), regia di Jack Clayton (1964)
- The Virgin Soldiers, regia di John Dexter (1969)